# Guerre romano-sasanidi (224-363)
Per guerre romano-sasanidi dal 224 al 363 si intende quel complesso di ostilità a bassa o alta intensità che oppose l'Impero romano ai Sasanidi. Per circa un secolo e mezzo, dal 229, in seguito all'avvento della dinastia sasanide, fino alla campagna sasanide di Giuliano (del 363), i due imperi si combatterono principalmente in Mesopotamia, nel deserto palmireno ed in Siria romana, per il predominio del Vicino Oriente.

## Contesto storico
Le ripetute disfatte subite dai Parti da parte degli imperatori romani del II secolo, generarono discredito sulla dinastia arsacide, alimentando un movimento nazionale all'interno dell'attuale Iran. E così nel 224 un nobile persiano, di nome Ardashir I, messosi a capo di una rivolta, riuscì a porre fine al regno dei Parti "in tre battaglie". La nuova dinastia dei Sasanidi, il cui eponimo Sāsān pretendeva di discendere da Dārā (Dario), l'ultimo sovrano achemenide, sostituì una dinastia più tollerante, con una centralista, altamente nazionalista e impegnata in una politica di espansione imperialistica, destinata ad essere avversaria orientale dei Romani fino al VII secolo.
(Erodiano, Storia dell'impero dopo Marco Aurelio , VI, 2.6.)

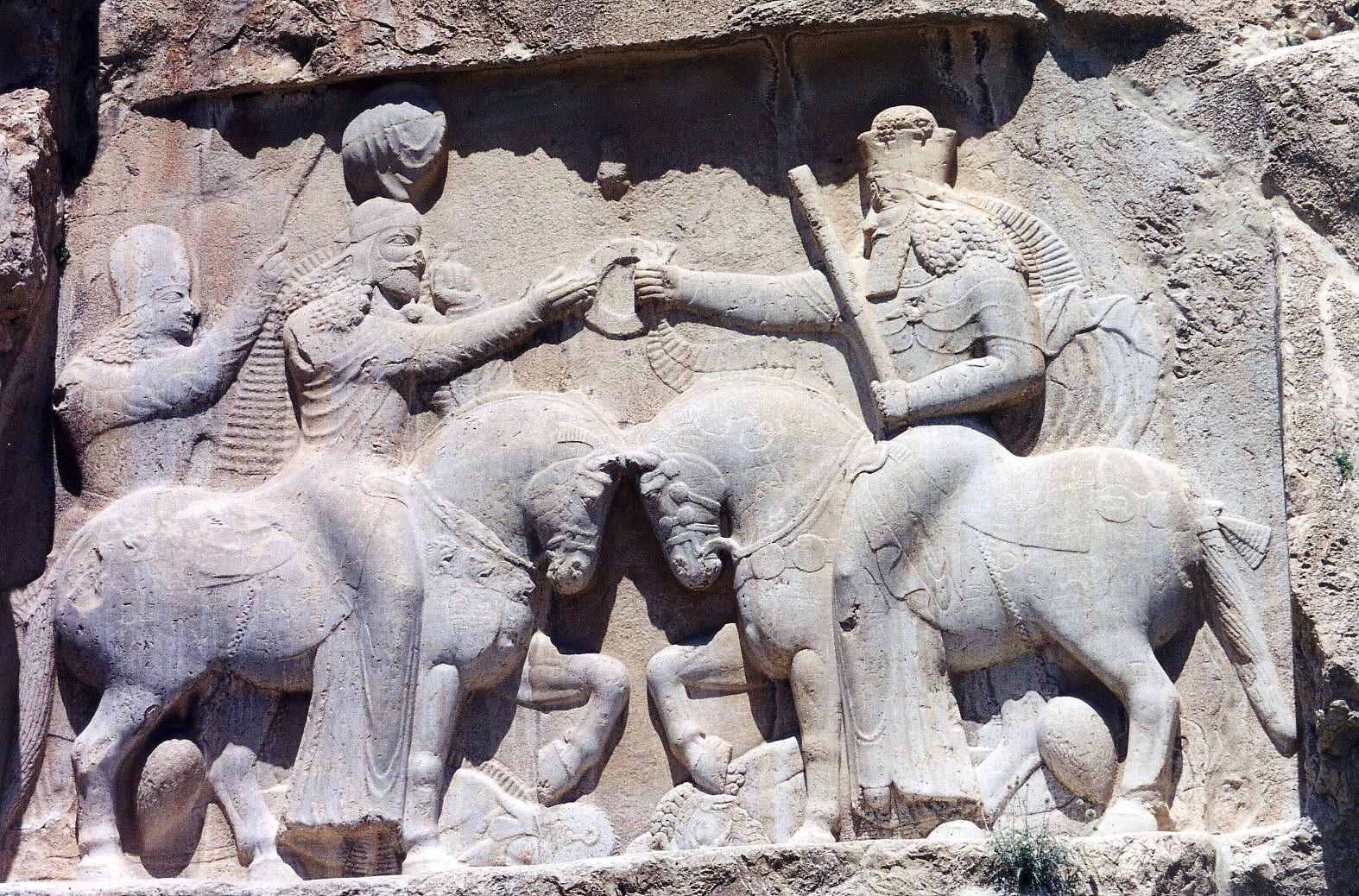
Ardashir I, primo sovrano dei persiani Sasanidi, è incoronato sovrano dal dio Ahura Mazdā, succedendo così alla dinastia dei Parti.

I Sasanidi rivendicavano il possesso di tutto l'impero che era stato degli Achemenidi, ivi compresi i territori, ora romani, dell'Asia Minore e del Vicino Oriente fino al mar Egeo.
(Erodiano, Storia dell'impero dopo Marco Aurelio , VI, 2.2.)

## Forze in campo

### Romani
Sappiamo che i Romani misero in campo lungo il limes orientale nel 235, 11 legioni su un totale di 34 (pari al 32% dell'intera forza legionaria schierata lungo le frontiere imperiali) e numerose unità ausiliarie. Qui sotto l'elenco delle legioni e delle loro rispettive fortezze:
| N. fortezze legionarie sotto Alessandro Severo | unità legionaria          | località antica    | località moderna | provincia romana       |
| ---------------------------------------------- | ------------------------- | ------------------ | ---------------- | ---------------------- |
| 1                                              | Legio XV Apollinaris      | Satala             | Sadagh           | Cappadocia             |
| 2                                              | Legio XII Fulminata       | Melitene           | Melitene         | Cappadocia             |
| 3                                              | Legio III Parthica        | Nisibis            | Nusaybin         | Mesopotamia            |
| 4                                              | Legio I Parthica          | Singara            | Sinjar           | Mesopotamia e Osrhoene |
| 5                                              | Legio IV Scythica         | Zeugma             | Belkis           | Syria Coele            |
| 6                                              | Legio XVI Flavia Firma    | Sura               | Sura             | Syria Coele            |
| 7                                              | vexill. Legio II Parthica | Apamea sull'Oronte |                  | Syria Coele            |
| 8                                              | Legio III Gallica         | Danaba             | Mehin            | Syria Phoenicia        |
| 9                                              | Legio X Fretensis         | Aelia Capitolina   | Gerusalemme      | Syria Palaestina       |
| 10                                             | Legio VI Ferrata          | Caparcotna         | Kfar Otnay       | Syria Palaestina       |
| 11                                             | Legio III Cyrenaica       | Bostra             | Bosra            | Arabia Petraea         |

Le armate romane, se in un primo momento furono costrette a difendersi per tre decenni da tutta una serie di campagne militari sasanidi, a partire dal 260, posero in atto azioni sufficienti a riconquistare i territori perduti (dal 260 al 275), lasciando a difesa dell'intero fronte orientale un numero di legioni pari a 15:
| N. fortezze legionarie sotto Aureliano | unità legionaria        | località antica  | località moderna     | provincia romana  |
| -------------------------------------- | ----------------------- | ---------------- | -------------------- | ----------------- |
| 1                                      | Legio XV Apollinaris    | Satala           | Sadagh               | Cappadocia        |
| 1                                      | Legio XII Fulminata     | Melitene         | Melitene             | Cappadocia        |
| 3                                      | Legio III Parthica      | Nisibis?         | Nusaybin             | Mesopotamia       |
| 4                                      | Legio I Parthica        | Resaina          | Ras al-Ayn           | Mesopotamia       |
| 5                                      | Legio IIII Italica      | ?                | ?                    | Mesopotamia       |
| 6                                      | Legio IV Scythica       | Zeugma           | Belkis               | Syria Coele       |
| 7                                      | Legio XVI Flavia Firma  | Sura             | Sura                 | Syria Coele       |
| 8                                      | Legio III Gallica       | Danaba           | Mehin                | Syria Phoenicia   |
| 9                                      | Legio I Illyricorum     | Palmira          | Tadmor               | Syria Phoenicia   |
| 10                                     | Legio X Fretensis       | Aelia Capitolina | Jerusalem            | Syria Palaestina  |
| 11                                     | Legio VI Ferrata        | Caparcotna       | Kfar Otnay           | Syria Palaestina  |
| 12                                     | Legio V Martia          | ?                | ?                    | Syria Palaestina? |
| 13                                     | Legio III Cyrenaica     | Bostra           | Bosra                | Arabia Petraea    |
| 14                                     | Legio IIII Martia       | Betthorus        | El-Lejjun            | Arabia Petraea    |
| 15                                     | Legio II Traiana Fortis | Nicopolis        | Alessandria d'Egitto | Egitto            |

In seguito alle campagne sasanidi di Galerio del 296-298 le armate legionarie orientali (e relative auxilia) furono portate ad un totale di ben 24 su un totale complessivo di 53/56 (oltre a vexillationes delle legioni Legio V Macedonica
e Legio XIII Gemina), come segue:
| N. fortezze legionarie sotto Diocleziano | unità legionaria                          | località antica                 | località moderna            | provincia romana       |
| ---------------------------------------- | ----------------------------------------- | ------------------------------- | --------------------------- | ---------------------- |
| 1                                        | Legio I Pontica                           | Trapezus                        | Trebisonda                  | Pontus Polemoniacus    |
| 2 e 3                                    | Legio XV Apollinaris e legio II Armeniaca | Satala                          | Sadagh                      | Armenia Prima          |
| 4                                        | Legio I Armeniaca                         | Claudiopolis                    | Mut                         | Armenia Prima          |
| 5                                        | Legio XII Fulminata                       | Melitene                        | Melitene                    | Armenia Prima          |
| 6                                        | Legio II Isaura                           | ?                               | ?                           | Isauria                |
| 7                                        | Legio III Isaura                          | ?                               | ?                           | Isauria                |
| 8                                        | Legio VI Parthica?                        | Nisibis?                        | Nusaybin                    | Mesopotamia e Osrhoene |
| 9                                        | Legio V Parthica                          | Amida                           | Diyarbakır                  | Mesopotamia e Osrhoene |
| 10                                       | Legio III Parthica?                       | Apatna? o Arbana?               |                             | Mesopotamia e Osrhoene |
| 11                                       | Legio IIII Italica?                       | Resaina?                        | Ras al-Ayn                  | Mesopotamia e Osrhoene |
| 12                                       | Legio I Parthica\|Singara                 | Sinjar                          | Mesopotamia e Osrhoene      |                        |
| 13                                       | Legio IIII Parthica                       | Circesium                       | Buseira                     | Mesopotamia e Osrhoene |
| 14                                       | Legio II Parthica                         | Cefae                           | ?                           | Mesopotamia e Osrhoene |
| 15                                       | Legio XVI Flavia Firma                    | Sura                            | Sura                        | Syria Euphratensis     |
| 16                                       | Legio IV Scythica                         | Oresa                           | Taybè                       | Syria Euphratensis     |
| 17                                       | Legio I Illyricorum                       | Palmira                         | Tadmur                      | Syria Phoenicia        |
| 18                                       | Legio III Gallica                         | Danaba                          | Mehin                       | Syria Phoenicia        |
| 19                                       | Legio III Cyrenaica                       | Bostra                          | Bosra                       | Arabia Petraea         |
| 20                                       | Legio IIII Martia                         | Betthorus                       | El-Lejjun                   | Arabia Petraea         |
| 21                                       | Legio X Fretensis                         | Aila                            | Elat                        | Syria Palaestina       |
| 22                                       | Legio II Traiana Fortis                   | Nicopolis e Apollinopolis Magna | Alessandria d'Egitto e Edfu | Aegyptus Iovia         |
| 23                                       | Legio III Diocletiana                     | Ombos                           | Kôm Ombo                    | Aegyptus Iovia         |
| 24                                       | Legio I Maximiana                         | Philae                          | Philae                      | Aegyptus Thebaida      |
| ...                                      | vexill. Legio V Macedonica                | Memphis                         | Menfi                       | Aegyptus Herculia      |
| ...                                      | vexill. Legio XIII Gemina                 | Babylon                         | Il Cairo                    | Aegyptus Herculia      |

Alla morte di Costantino su 63 legioni dislocate lungo le frontiere imperiali, la sola parte orientale, governata dall'Augusto Costanzo II e dal Cesare Annibaliano, disponeva certamente di 24 legioni, 2 vexillationes legionarie (della V Macedonica e XIII Gemina), oltre probabilmente ad altre 4 legioni di nuovissima costituzione (I Flavia Constantia, II Flavia Constantia, II Flavia Virtutis e III Flavia Salutis) per un totale di 28 legioni su 67 (pari al 42% dell'intera forza legionaria schierata lungo le frontiere imperiali):
| N. fortezze legionarie Annibaliano | unità legionaria                          | località antica | località moderna | provincia romana    |
| ---------------------------------- | ----------------------------------------- | --------------- | ---------------- | ------------------- |
| 1                                  | Legio I Pontica                           | Trapezus        | Trebisonda       | Pontus Polemoniacus |
| 2 e 3                              | Legio XV Apollinaris e legio II Armeniaca | Satala          | Sadagh           | Armenia Prima       |
| 4                                  | Legio I Armeniaca                         | Claudiopolis    | Mut              | Armenia Prima       |
| 5                                  | Legio XII Fulminata                       | Melitene        | Melitene         | Armenia Prima       |
| 6                                  | Legio V Parthica                          | Amida           | Diyarbakır       | Mesopotamia         |
| 7                                  | Legio II Parthica                         | Bezabda         | Cizre            | Mesopotamia         |
| 8                                  | Legio VI Parthica?                        | Cefae           | ?                | Mesopotamia         |
| 9                                  | Legio IIII Italica?                       | Resaina?        | Ras al-Ayn       | Mesopotamia         |
| 10                                 | Legio I Parthica                          | Singara         | Sinjar           | Mesopotamia         |

| N. fortezze legionarie Costanzo II | unità legionaria                 | località antica                 | località moderna            | provincia romana   |
| ---------------------------------- | -------------------------------- | ------------------------------- | --------------------------- | ------------------ |
| 11 e 12                            | Legio II Isaura Legio III Isaura | ?                               | ?                           | Isauria            |
| 13                                 | Legio III Parthica?              | Apatna? o Arbana?               |                             | Osrhoene           |
| 14                                 | Legio IIII Parthica              | Circesium                       | Buseira                     | Osrhoene           |
| 15                                 | Legio XVI Flavia Firma           | Sura                            | Sura                        | Syria Euphratensis |
| 16                                 | Legio IV Scythica                | Oresa                           | Taybè                       | Syria Euphratensis |
| 17                                 | Legio I Illyricorum              | Palmira                         | Tadmur                      | Syria Phoenicia    |
| 18                                 | Legio III Gallica                | Danaba                          | Mehin                       | Syria Phoenicia    |
| 19                                 | Legio III Cyrenaica              | Bostra                          | Bosra                       | Arabia Petraea     |
| 20                                 | Legio IIII Martia                | Betthorus                       | El-Lejjun                   | Arabia Petraea     |
| 21                                 | Legio X Fretensis                | Aila                            | Elat                        | Syria Palaestina   |
| 22                                 | Legio II Traiana Fortis          | Nicopolis e Apollinopolis Magna | Alessandria d'Egitto e Edfu | Aegyptus Iovia     |
| 23                                 | Legio III Diocletiana            | Ombos                           | Kôm Ombo                    | Aegyptus Iovia     |
| 24                                 | Legio I Maximiana                | Philae                          | Philae                      | Aegyptus Thebaida  |
| ...                                | vexill. Legio V Macedonica       | Memphis                         | Menfi                       | Aegyptus Herculia  |
| ...                                | vexill. Legio XIII Gemina        | Babylon                         | Il Cairo                    | Aegyptus Herculia  |

### Sasanidi

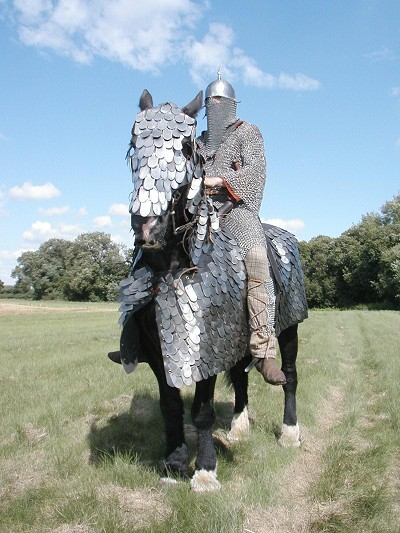
Ricostruzione di un cavaliere catafratto sasanide.

Non conosciamo con precisione quante e quali furono le armate messe in campo da parte dei Sasanidi. Cassio Dione Cocceiano ci racconta che si trattava certamente di una grossa armata quella messa insieme da Ardashir I (primo sovrano sasanide), pronta a terrorizzare non solo la provincia romana di Mesopotamia, ma anche quella di Siria, ad ovest dell'Eufrate.
Ciò che conosciamo di questo esercito è che non era permanente come quello romano, con soldati di professione pagati regolarmente per il loro mestiere. Vi era solo un'eventuale divisione del bottino finale. Ci troviamo piuttosto di fronte ad un sistema simile a quello feudale, dove per ogni campagna era necessario assemblare un esercito di volta in volta, composto da nobili a capo dei loro "clan", sottoposti poi sotto il comando di un principe della casa reale. Non c'erano perciò ufficiali esperti d'armi che prestassero servizio in modo continuo e neppure un sistema di reclutamento durevole, poiché non vi erano unità militari permanenti, sebbene molti fossero i nobili a disposizione dell'esercito sasanide. Per questi motivi, spesso ingaggiavano armate mercenarie. Usavano soprattutto l'arco ed il cavallo in guerra, diversamente dai Romani che prediligevano la fanteria, tanto che i Sasanidi si dice crescessero fin dall'infanzia, cavalcano e tirando con le frecce, vivendo costantemente per la guerra e la caccia.
Vi è da aggiungere però che, a differenza dei Parti arsacidi, cercarono di mantenere sotto le armi per più anni i loro contingenti, nel corso di importanti campagne militari, velocizzando il reclutamento delle loro armate, oltre a meglio assimilare le tecniche di assedio dei loro avversari romani, mai veramente apprese dai loro predecessori.

## Fasi del conflitto (224-363)

### Ardashir I
| Alessandro Severo: sesterzio                                             | Alessandro Severo: sesterzio |
| ------------------------------------------------------------------------ | --- |
|                                                                          | |
| IMP SEV ALEXANDER AVG, testa laureata a destra, drappeggio sulle spalle; | Profectio AVGVSTI, Alessandro Severo a cavallo, mentre regge una lancia, preceduto dalla Vittoria verso destra, che regge corona e palma. |
| coniato nel 231/232.                                                     | |

#### Alessandro Severo contro Ardashir I (230-232)
Sembra che a partire dal 229/230, Sasanidi e Romani si scontrarono per la prima volta.
Sappiamo infatti che le armate persiane assediarono nel 229, seppure inutilmente, la città "alleata" ai Romani di Hatra (per farne una base di attacco contro questi ultimi. L'anno successivo i Sasanidi avanzarono nella Mesopotamia romana ponendo sotto assedio molte guarnigioni lungo l'Eufrate, cercando inoltre, senza riuscirvi, di conquistare Nisibis, e forse invadendo le province romane di Siria e Cappadocia.
La reazione romana non si fece attendere. Nel 232, col supporto del regno d'Armenia, i Romani invasero la Media (oggi Hamadan, Iran) puntando alla capitale Ctesifonte, già diverse volte occupata dalle armate romane al tempo dei Parti. Di questa campagna sasanide di Alessandro Severo esistono due racconti contrastanti: quello di Erodiano, che non ha remore a mostrare gli errori dell'imperatore romano nella conduzione della guerra e descrive una situazione negativa per i Romani, salvo poi raccontare che i Sasanidi accettarono lo status quo ante bellum; nella Historia Augusta, nel Cesari di Aurelio Vittore, nel Breviario di storia romana di Eutropio o nel Chronicon di san Girolamo, invece, si racconta della grandiosa vittoria di Alessandro sui nemici. Il risultato finale fu che Ardashir mise da parte temporaneamente le sue mire espansionistiche ad Occidente per cinque o sei anni, ed a concentrarsi nel consolidamento del suo potere ad oriente.

#### Anarchia militare romana (235-284)
La pressione dei barbari alle frontiere settentrionali e contemporaneamente dei Sasanidi in Oriente, non solo si era intensificata, ma dava l'idea che l'impero fosse così "accerchiato". Molti degli imperatori che vennero via via proclamati dalle legioni in questi venticinque anni, non riuscirono neppure a metter piede a Roma, né tanto meno a mettere mano a riforme interne durante i loro brevissimi regni, poiché permanentemente occupati nelle lotte contro altri pretendenti al trono imperiale o a difesa del territorio contro i nemici esterni. Il periodo dell'anarchia militare in cui per circa un cinquantennio versò l'Impero romano, determinarono non pochi vantaggi a favore del nascente Impero sasanide, che non si lasciò sfuggire l'occasione di sorprendenti rivincite.

#### Seconda offensiva di Ardashir I e controffensiva romana (237/8-244)
Ancora Ardashir I, dopo una tregua durata circa un quinquennio, tornò ad attaccare la Mesopotamia romana, conquistando Nisibis e Carre (237/238), poi Dura Europos (239) e probabilmente la stessa Antiochia di Siria (240), oltre alla città "alleata" dei Romani, Hatra (240/241), sfruttando il fatto che l'impero romano era impegnato lungo il fronte settentrionale dai continui e martellanti attacchi delle popolazioni germaniche di Goti ed Alamanni e dalle continue guerre interne per tra i pretendenti al trono imperiale. E sempre nel 241 associò al potere il figlio, Sapore I.
L'imperatore romano Gordiano III fu costretto così ad intervenire per riprendersi i territori perduti, ed iniziò una nuova campagna contro Sapore I nella primavera del 243, quando questi era occupato a soggiogare le popolazioni del Mar Caspio. L'esercito romano era guidato dallo stesso Imperatore e dal suocero-prefetto del pretorio, Timesiteo. Cosa curiosa è che tra le file dell'esercito romano vi era un discreto numero di gentiles (volontari mercenari o foederati che provenivano da fuori dei confini imperiali), del popolo dei Goti e dei Germani del fronte renano. I Romani attraversarono l'Eufrate a Zeugma, riconquistando le città di frontiera di Carre ed Edessa, e si scontrarono con Sapore nella battaglia di Resena, riuscendo a batterlo. In seguito, l'esercito romano mosse su Nisibis e Singara, riprendendole, per poi puntare alla capitale sasanide di Ctesifonte. Il corso della guerra cambiò però in questo momento: Timesiteo, vero comandante delle forze romane e vincitore della battaglia di Resena, morì, forse di malattia, venendo sostituito da Filippo l'Arabo. A metà febbraio 244, i due eserciti si incontrarono ancora, a Mesiche, non lontano da Ctesifonte: questa volta fu Sapore a vincere cambiando le sorti della guerra. Gordiano morì molto probabilmente assassinato dai suoi uomini dietro istigazione di Filippo, il quale divenne il nuovo imperatore (la rapidità con cui accettò l'incarico fece sospettare che fosse in qualche modo coinvolto nella morte di Gordiano).
Secondo la versione ufficiale della propaganda sassanide, tramandata dalle Res gestae divi Saporis, per ottenere la pace da Sapore e portare il proprio esercito fuori dal territorio nemico, Filippo dovette accettare un trattato molto oneroso:
(Res gestae divi Saporis, 4.)
Il ritiro delle armate romane determinarono il ritorno allo status quo ante le campagne di Ardashir degli anni 237-241, e una pace che durò per otto anni, fino al 252. Tornarono così sotto il controllo romano parte della Mesopotamia settentrionale fino a Singara, al punto che Filippo si sentì autorizzato a fregiarsi del titolo di Persicus maximus.

### Seconda offensiva di Sapore I e sconfitta di Valeriano (252-260)

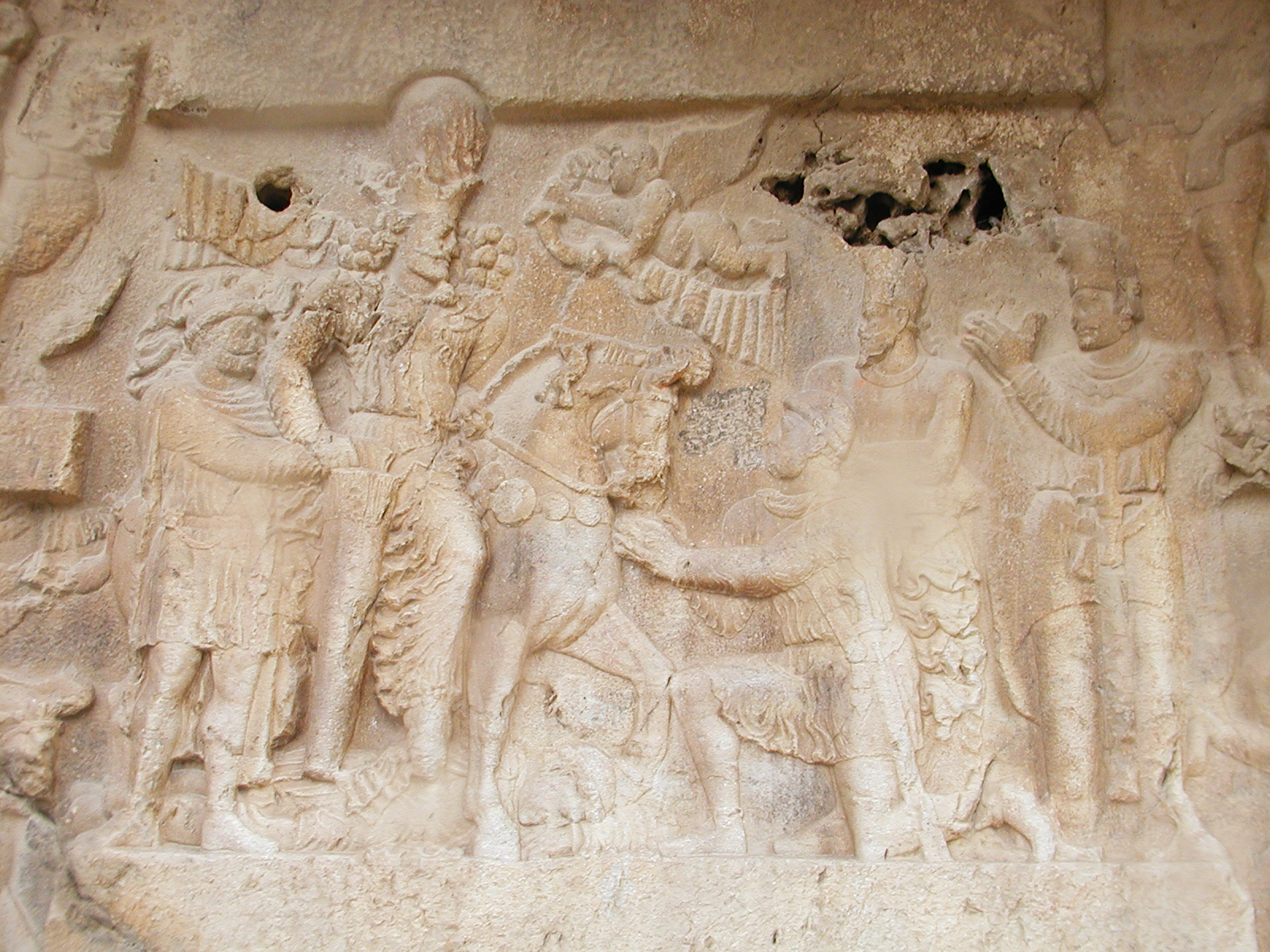
Rilievo sasanide a Bishapur, raffigurante il trionfo di Sapore I (a cavallo) sugli imperatori romani Gordiano III (calpestato dal cavallo), Filippo l'Arabo (tenuto da Sapore) e Valeriano (in ginocchio davanti a Sapore)

Sotto l'impero di Treboniano Gallo (251-253) i Sasanidi tornarono ad impossessarsi dell'Armenia, uccidendone il sovrano regnante ed espellendone il figlio (252). L'anno seguente Sapore I riprese una violenta offensiva contro le province orientali dell'impero romano. Le truppe persiane occuparono la provincia della Mesopotamia e si spinsero in Siria dove batterono l'esercito romano accorrente a Barbalisso e si impossessarono della stessa Antiochia, dove razziarono un ingente bottino e trascinarono con sé numerosi prigionieri (253). Questa invasione avveniva contemporaneamente ad un'altra grande incursione proveniente al di là del Danubio e del Ponto Eusino da parte dei Goti (a tal proposito si veda Invasioni barbariche del III secolo).
(Zosimo, Storia nuova, I.27.2)
Ancora nel 256, fino al 259-260, gli eserciti di Sapore I, sottraevano importanti roccaforti al dominio romano in Siria, tra cui Carre, Nisibi (?254), Dura Europos (tra il 255 ed il 258) e la stessa Antiochia (256? o 260?). L'imperatore Valeriano fu costretto ad intervenire, riuscendo forse a riconquistare la capitale della Siria, Antiochia l'anno successivo (257? o 260?). La campagna proseguì con buoni risultati contro i Persiani fino a tutto il 259. Giunto ad assediare Edessa con grandi difficoltà (qui i Romani avevano avuto notevoli perdite anche a causa di una pestilenza dilagante), e recatosi ad un incontro con il re persiano, sembra fu fatto prigioniero a tradimento nell'aprile-maggio del 260.
(Zosimo, Storia nuova, I, 36.2.)
Il figlio, Gallieno, trovandosi in quello stesso periodo a dover combattere lungo il fronte del basso Danubio contro i Goti, dovette rinunciare a compiere un'ulteriore spedizione per liberare il padre. Egli preferì designare Settimio Odenato, principe di Palmira, del titolo di imperator, dux e corrector totius Orientis (una forma amministrativa da porre guida e difesa dei confini orientali, come lo era stato in passato con Marco Vipsanio Agrippa per Augusto dal 19 al 14 a.C., o con Avidio Cassio per Marco Aurelio negli anni 170-175), con l'obiettivo di allontanare sia la minaccia dei sasanidi sia quella dei Goti, che infestavano le coste dell'Asia Minore.

### Roma, il Regno di Palmira ed i Persiani (260-273)

#### Le campagne di Odenato contro Sapore I (260-263)
La cattura di Valeriano da parte dei Persiani lasciò l'Oriente romano alla mercé di Sapore I, il quale riuscì ad occupare oltre a Tarso ed Antiochia, anche tutta la provincia romana di Mesopotamia e Cesarea in Cappadocia dopo una strenua difesa. 
La controffensiva romana portò Macriano (procurator arcae et praepositus annonae in expeditione Persica) a radunare a Samosata quello che rimaneva dell'esercito romano in Oriente, mentre il prefetto del pretorio, Ballista, riuscì a sorprendere i Persiani presso Corycus in Cilicia ed a respingerli fino all'Eufrate. Frattanto Odenato, che aveva cercato di ingraziarsi in un primo momento le amicizie del sovrano persiano Sapore I, una volta che i suoi doni furono sdegnosamente rifiutati da quest'ultimo, decise di abbracciare la causa di Roma contro i Persiani. Come prima azione Odenato si diede all'inseguimento dei Persiani, di ritorno in patria dal loro saccheggio di Antiochia, e prima che potessero attraversare il fiume Eufrate inflisse loro una pesante sconfitta.
Nel 262 Odenato, nominato da Gallieno prima imperator e poi rector Orientis, raccolto un ingente esercito passò l'Eufrate e dopo aspri combattimenti occupò Nisibi, tutta la Mesopotamia romana, recuperando gran parte dell'oriente (compresa probabilmente la stessa Armenia) e costringendo Sapore I alla fuga dopo averlo battuto in battaglia. È forse l'anno successivo che riuscì a battere nuovamente Sapore I nei pressi della capitale dei Persiani, Ctesifonte, riuscendo ad impadronirsi delle concubine del re e di un grande bottino di guerra.

#### Aureliano, il regno di Palmira e i Sasanidi (267-273)

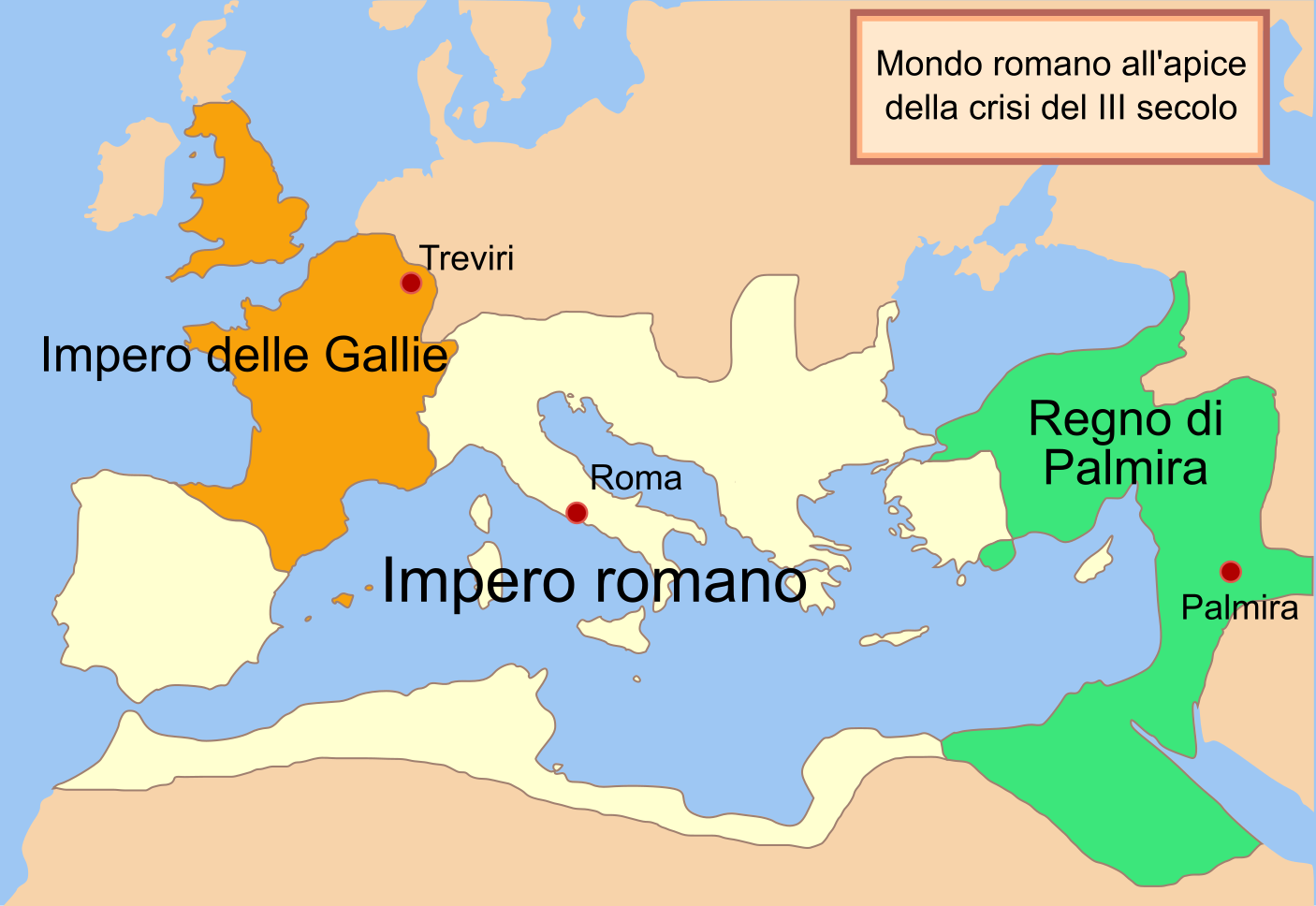
La triarchia dell'Impero romano, vide la costituzione dell'Impero delle Gallie ad Occidente, del Regno di Palmira a Oriente ed al centro l'Italia e l'Illirico.

L'ambiziosa vedova di Odenato, Zenobia, una volta ottenuto il controllo del regno palmireno e di tutti i domini orientali dell'impero romano, trasformò il nuovo stato in una monarchia, dove i motivi orientali si intrecciavano a quelli romani. Suo figlio Vaballato era infatti non solo corrector totius Orientis (coreggente di tutto l'Oriente) come lo era stato il padre, ma anche Rex (Re). Zenobia orchestrò la ribellione contro l'autorità Imperiale e attuò una politica espansionistica negli anni successivi (dal 269 al 270), riuscendo ad annettere al nuovo Regno, la Bitinia, Ponto e l'Egitto.
La nuova situazione geopolitica dell'area fu ratificata da un trattato concluso dall'imperatore Claudio II il Gotico con il Regno di Palmira, ma le cose cambiarono con l'avvento del nuovo imperatore Aureliano. Quest'ultimo, deciso infatti a ristabilire il controllo romano su tutte le regioni orientali ed occidentali dell'Impero delle Gallie, dopo aver sconfitto l'esercito palmireno nella battaglia di Immae e di Emesa, riuscì ad entrare vittorioso nella capitale del regno di Zenobia, a Palmira (estate 272). La regina, che era fuggita per chiedere aiuto ai Persiani, fu raggiunta sulle rive dell'Eufrate e catturata insieme al figlio, ed esibita pochi anni più tardi nel Trionfo presso il Foro Romano. Una successiva ribellione di Palmira l'anno successivo (nel 273), indusse l'imperatore a distruggere l'antica capitale del Regno.

### Riunificazione romana e problema armeno-mesopotamico (273-286)

#### Progetto di recupero della Mesopotamia sotto Probo (280-282)
L'ultima impresa che aveva progettato l'imperatore, Marco Aurelio Probo, fu quella di tornare in possesso della provincia di Mesopotamia, strappandola ai Persiani. Le continue invasioni lungo i confini imperiali, da quella dei Blemmi in Egitto all'insediamento di centomila Bastarni sulla riva destra del Danubio, oltre alle numerose usurpazioni comprese quelle più gravi in Gallia (di Gaio Quinto Bonoso assieme a Tito Ilio Proculo), sconsigliarono all'imperatore di imbarcarsi in una simile avventura nel 280. La Historia Augusta ci racconta che:
(Historia Augusta, Probo, 17.4-6)
Conclusa la pace con i Persiani, riprese in mano il progetto di invadere la Mesopotamia due anni più tardi nel 282. E mentre stava organizzando le armate a Sirmio per questa imponente campagna militare, cadde ucciso a tradimento.

#### Campagna di Caro e Numeriano (283-284)
Ucciso Probo nel 282, divenne imperatore il suo prefetto del pretorio, Marco Aurelio Caro, il quale organizzò una campagna contro i Sasanidi, approfittando del fatto che il re persiano Bahram II era stato indebolito da una guerra civile contro il fratello Ormisda. Caro condusse la prima campagna nel 283, penetrando facilmente nel territorio sasanide, battendo i Persiani prima a Coche, occupando poi Seleucia ed infine la capitale, Ctesifonte. La provincia mesopotamica fu nuovamente rioccupata dalle truppe romane, mentre Caro acquisiva l'appellativo di Persicus maximus, mentre il figlio maggiore Carino, fu elevato anch'egli al rango di Augusto. Morì probabilmente assassinato alla fine di quella stessa estate. L'avanzata romana cessò con la morte dell'imperatore, che lasciò al figlio Numeriano, il compito di ricondurre l'esercito all'interno dei confini dell'impero. E l'anno successivo anche quest'ultimo fu ucciso a Perinto.

### Riconquista romana di Mesopotamia e Armenia sotto i tetrarchi (286-305)
Appena ottenuto il potere, Diocleziano nominò come cesare per l'occidente un valente ufficiale, Massimiano, facendone il proprio successore designato, e quindi lo elevò al rango di augusto l'anno successivo (nel 286), formando così una diarchia in cui i due imperatori si dividevano su base geografica il governo dell'impero e la responsabilità della difesa delle frontiere e della lotta contro gli usurpatori.
Data la crescente difficoltà a contenere le numerose rivolte all'interno dell'impero e lungo i confini settentrionali ed orientali, nel 293 si procedette a un'ulteriore divisione territoriale, al fine di facilitare le operazioni militari: Diocleziano nominò come suo cesare per l'oriente Galerio, mentre Massimiano fece lo stesso con Costanzo Cloro per l'occidente.

#### Campagna di Galerio (293-298)

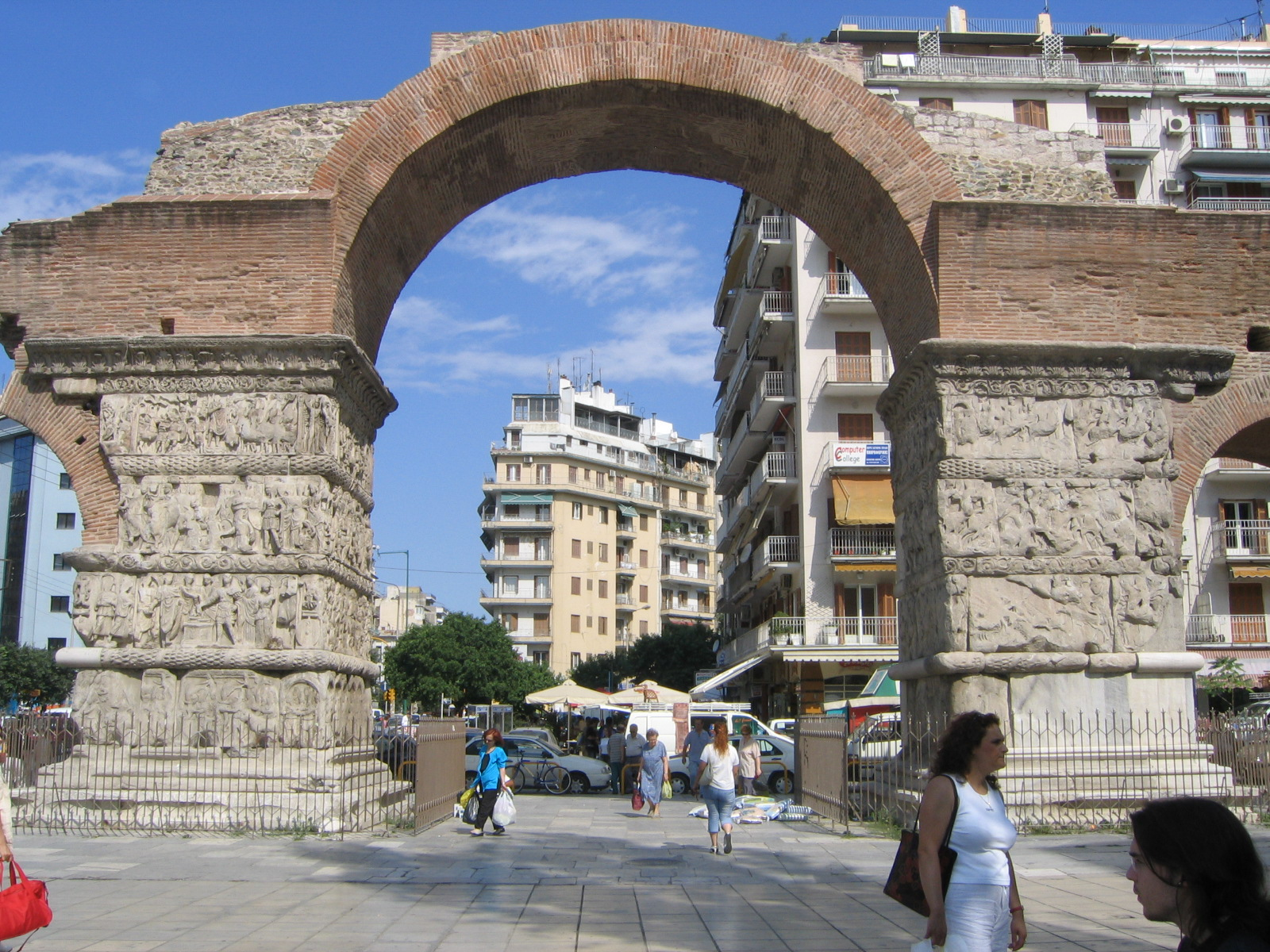
Arco di Galerio a Tessalonica. Fu eretto dall'omonimo imperatore per celebrare la vittoria sui Sasanidi del 297, che portò a una pace durata quarant'anni.

Dalle affermazioni di Eutropio risulterebbe che una nuova guerra tra Roma e la Persia iniziò già nel 293:
(Eutropio, Breviarium ab urbe condita, 9, 22.)
Ma è solo nel 296 che il cesare Galerio, fu chiamato da Diocleziano (alle prese con una rivolta in Egitto) per intraprendere una campagna militare contro Narsete, sovrano sasanide asceso al trono tre anni prima e che aveva invaso la provincia romana di Siria. L'esercito romano, una volta passato l'Eufrate con forze insufficienti, andò incontro a una cocente sconfitta presso Nicephorium Callinicum, a seguito della quale Roma perse la provincia di Mesopotamia. Tuttavia, nel 297, avanzando attraverso le montagne dell'Armenia, ottenne una vittoria decisiva sul re sasanide Narsete, ricavandone un enorme bottino, che comprendeva l'harem di Narsete.
(Eutropio, Breviarium ab urbe condita, 9, 25.)
Approfittando del vantaggio, prese la città di Ctesifonte, costringendo Narsete alla pace l'anno successivo. La Mesopotamia ritornò sotto il controllo romano, l'Armenia fu riconosciuta protettorato romano, mentre a Nisibi furono accentrate le vie carovaniere dei commerci con l'Estremo Oriente (Cina e India). Con il controllo di alcuni territori ad est del fiume Tigri, fu raggiunta la massima espansione dell'impero verso est (298). Galerio celebrerà in seguito la propria vittoria erigendo l'arco di Galerio a Tessalonica anche se sembra non abbia accolto favorevolmente il trattato di pace, poiché avrebbe desiderato avanzare ulteriormente in territorio persiano.

### Quarant'anni di pace tra i due Imperi (298-334)

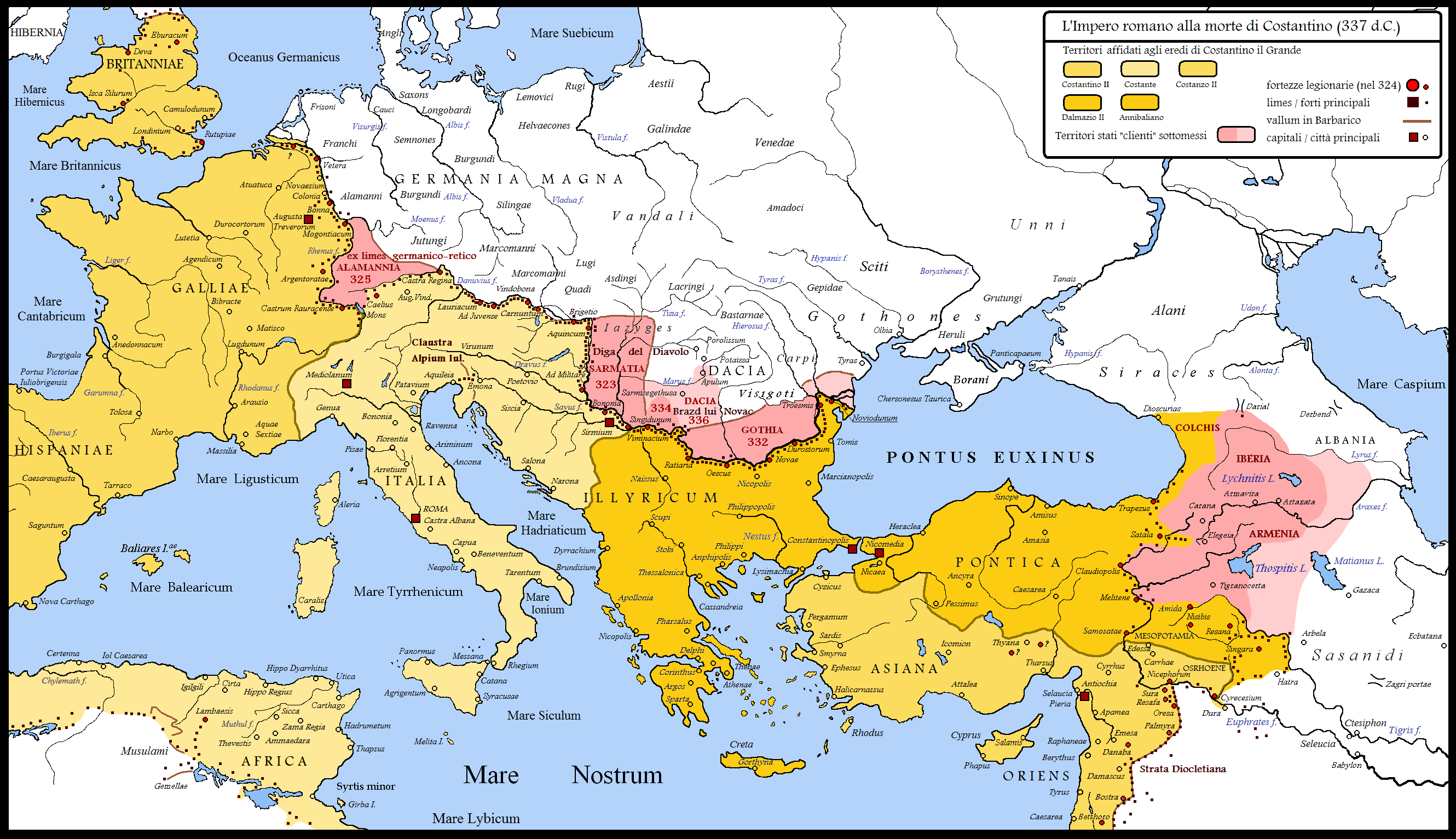
Le frontiere orientali al tempo di Costantino, con i territori acquisiti nel corso del trentennio di campagne militari (dal 306 al 337).

Il trattato di pace, che durò quasi 40 anni, venne accettato (tranne il primo punto) e Diocleziano celebrò il suo trionfo in occasione del XX anniversario dall'ascesa al trono (nel 304):
(Edward Gibbon, Declino e caduta dell'Impero romano, pp. 148-149)
La sconfitta dei Sasanidi ad opera di Diocleziano e Galerio (pace del 298) aveva garantito all'Impero romano oltre un trentennio di relativa pace, ed il riconoscimento del Regno d'Armenia come "stato cliente". Sotto il re cristiano Tiridate III di Armenia, la maggior parte del regno si era convertita al cristianesimo. Ma nel 334 il re armeno fu fatto prigioniero e condotto in Persia, costringendo gli Armeni ad invocare l'aiuto di Costantino I. Quest'ultimo scrisse al grande re Sapore II, il quale al termine di una lunga trattativa, decise di annettere l'Armenia e mise sotto minaccia la vicina provincia romana di Mesopotamia. Costantino fu così costretto a prepararsi per la grande guerra contro la Persia, a partire dalla fine del 336. Giovanni Lido non nasconde che il desiderio di Costantino era anche quello di eguagliare imperatori come Traiano e Settimio Severo nella conquista della Persia.

### Sapore II e i Costantinidi

#### Progetti di invasione costantiniani e suoi successori (334-360)

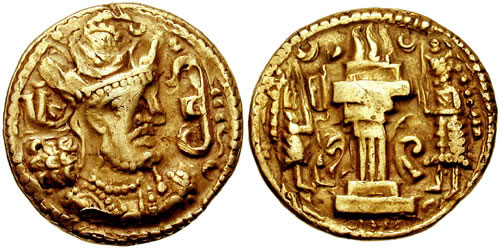
Moneta di Sapore II, sovrano dei Sasanidi (309-379) contemporaneo di Costanzo: tutto il regno di Costanzo fu caratterizzato da ostilità ad alta e bassa intensità con i vicini orientali, con i due sovrani che ottennero vittorie e sconfitte senza mai portare il colpo decisivo.

Nel 337, poco prima della morte di Costantino I, i due eserciti, da una parte quello romano comandato dal figlio di Costantino, Costanzo II, e dal nipote Annibaliano (a cui era stato promesso di elevarlo a "re degli Armeni"), dall'altro quello persiano, condotto dallo stesso Sapore II, ruppero la tregua conclusa oltre trent'anni prima da Narsete e Galerio, e tornarono a scontrarsi. Costanzo si recò ad Antiochia di Siria, città che era stata la sua capitale durante gli ultimi anni da cesare, da dove poteva occuparsi meglio della fondamentale frontiera orientale di quanto avrebbe potuto fare restando nella capitale imperiale di Costantinopoli. Qui restò dal 338 al 350. L'esito degli scontri non ci è noto però, anche se si presuppone sia avvenuto in Mesopotamia.
Costanzo affrontò per primo il problema dell'Armenia. Dopo la morte di Tiridate III, leale alleato dei Romani per tutto il suo lungo regno, i suoi successori si erano fatti influenzare dal partito filo-persiano e il paese era entrato nella sfera di influenza dei Sasanidi. Costanzo riuscì a guadagnarsi la lealtà del sovrano Arsace II (Arshak) e dell'aristocrazia armena per via diplomatica già nel 341, anche grazie ai doni prodigali concessi alla classe dirigente del paese, che tornò sotto l'influenza romana per tutti gli anni 340.
Il conflitto per la Mesopotamia fu invece pienamente militare, ma Costanzo fece in questo caso una scelta originale, almeno secondo le strategie romane consolidate: invece di scegliere l'opzione della massiccia campagna militare destinata a colpire il cuore dello stato nemico, come prevedeva di fare Costantino e come avrebbe in seguito fatto Giuliano, Costanzo scelse di affidarsi a una linea di fortezze frontaliere disposte in profondità, facendo perno su di esse per contenere gli attacchi sasanidi; si trattò quindi di una guerra difensiva, in cui furono evitate per quanto possibile le manovre in campo aperto con l'esercito al completo. Questa scelta, sebbene molto efficace e poco dispendiosa in termini di mobilitazione di truppe, non portava certo a soddisfare l'aspettativa di vittorie decisive che esisteva nel mondo romano; tra gli episodi principali della guerra vi furono una qualche vittoria ottenuta dai suoi generali, che gli permisero di fregiarsi dal 338 del titolo di Persicus e dal 343 di quello di Adiabenicus Maximus, i due assedi sostenuti dalla fortezza di Nisibi (346 e 350, dopo l'assedio dell'estate 337) e l'unico scontro militare di larga scala, la battaglia di Singara (344 o 348), avvenuto nei pressi di un'altra fortezza frontaliera, in cui la vittoria di Costanzo fu diminuita dalla indisciplina delle truppe.
Era iniziato così un conflitto che durò a fasi alterne per ben ventisei anni, in cui Sapore cercò di conquistare le fortezze frontaliere della Mesopotamia romana: Singara, Nisibi e Amida. E sebbene Sapore fosse riuscito in alcune circostanze a sconfiggere l'esercito romano di Costanzo II, non riuscì a garantire un'occupazione permanente di queste fortezze, spesso rioccupate dai Romani.
Le operazioni militari contro i Romani si dovettero interrompere quando i Sasanidi nel 351 furono attaccati a oriente (nell'attuale Afghanistan) da alcune tribù nomadi: dopo una lunga guerra (353-358), Sapore riuscì a soggiogare le tribù, ottenendo degli alleati per la sua successiva campagna contro i Romani. Nel 359 conquistò Amida dopo un assedio di settantatré giorni; nel 360 fu la volta di Singara e di altre fortezze, tra cui Bezabde, assediata e conquistata malgrado la strenua difesa di tre legioni romane — II Parthica, II Armeniaca e II Flavia Virtutis — e punita con la morte dei suoi abitanti.

#### Campagna di Giuliano (363)

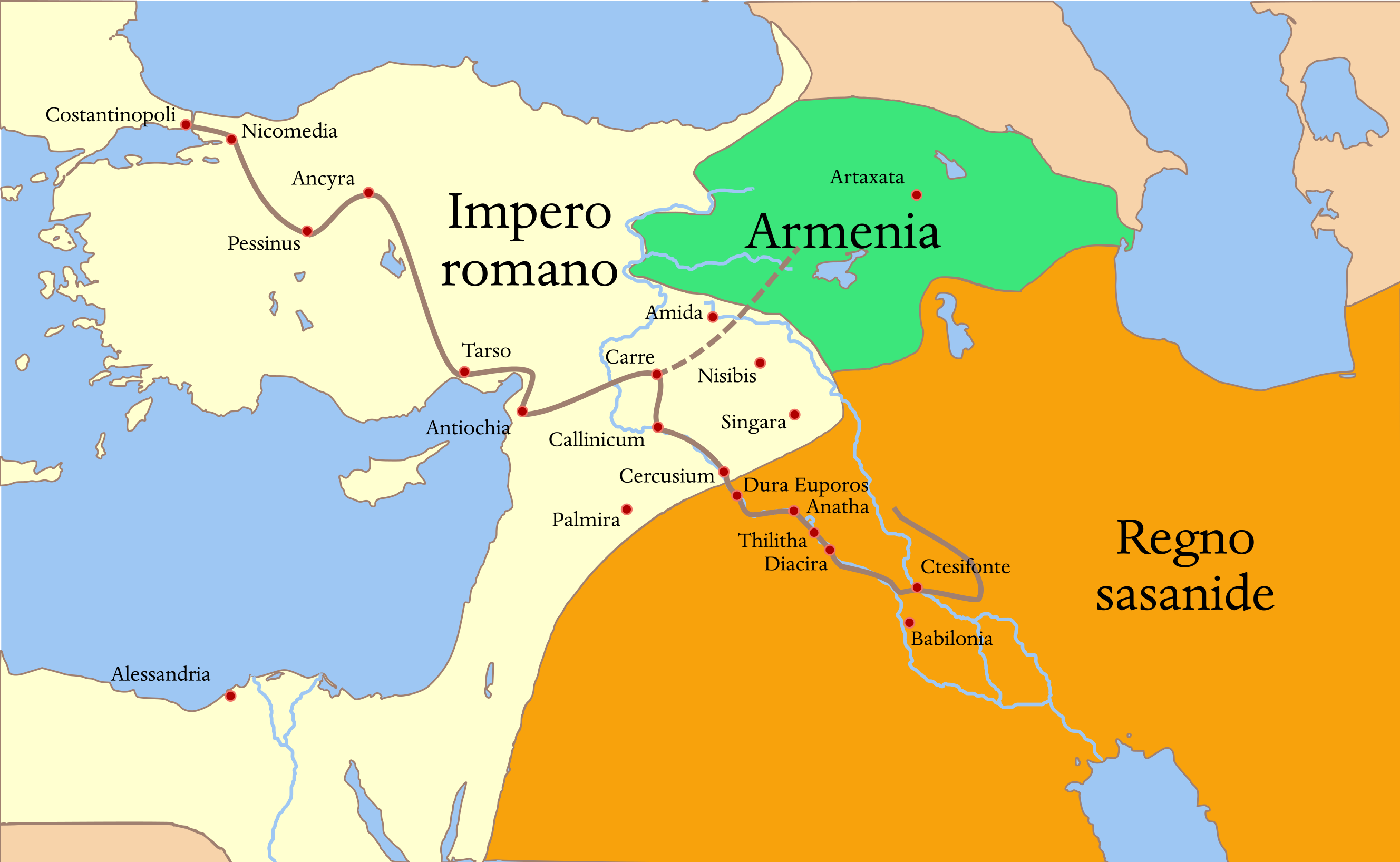
Campagna sasanide di Giuliano, 362-363.

Costanzo fu obbligato a lasciare la frontiera per affrontare l'usurpazione del cugino Giuliano, morendo lungo il viaggio. Il nuovo imperatore fu impegnato nella politica interna, ma nel 363 diede inizio a una campagna militare contro i Sasanidi.
Penetrò nel territorio nemico alla testa di 36 000 uomini, sconfisse l'esercito di Sapore, superiore in numero, nella battaglia di Ctesifonte, ma non riuscì a conquistare la città, e fu ucciso durante la ritirata. Al suo posto fu eletto imperatore Gioviano, col quale Sapore firmò un trattato di pace che garantì ai Sasanidi forti guadagni territoriali. Queste vittorie sono celebrate negli altorilievi vicino alla città di Bishapur: sotto gli zoccoli del cavallo di Sapore è raffigurato il corpo di un romano, probabilmente Giuliano, mentre un altro romano supplice, Gioviano, chiede la pace.

## Conseguenze: una "relativa pace" di oltre cinquant'anni (364-421)

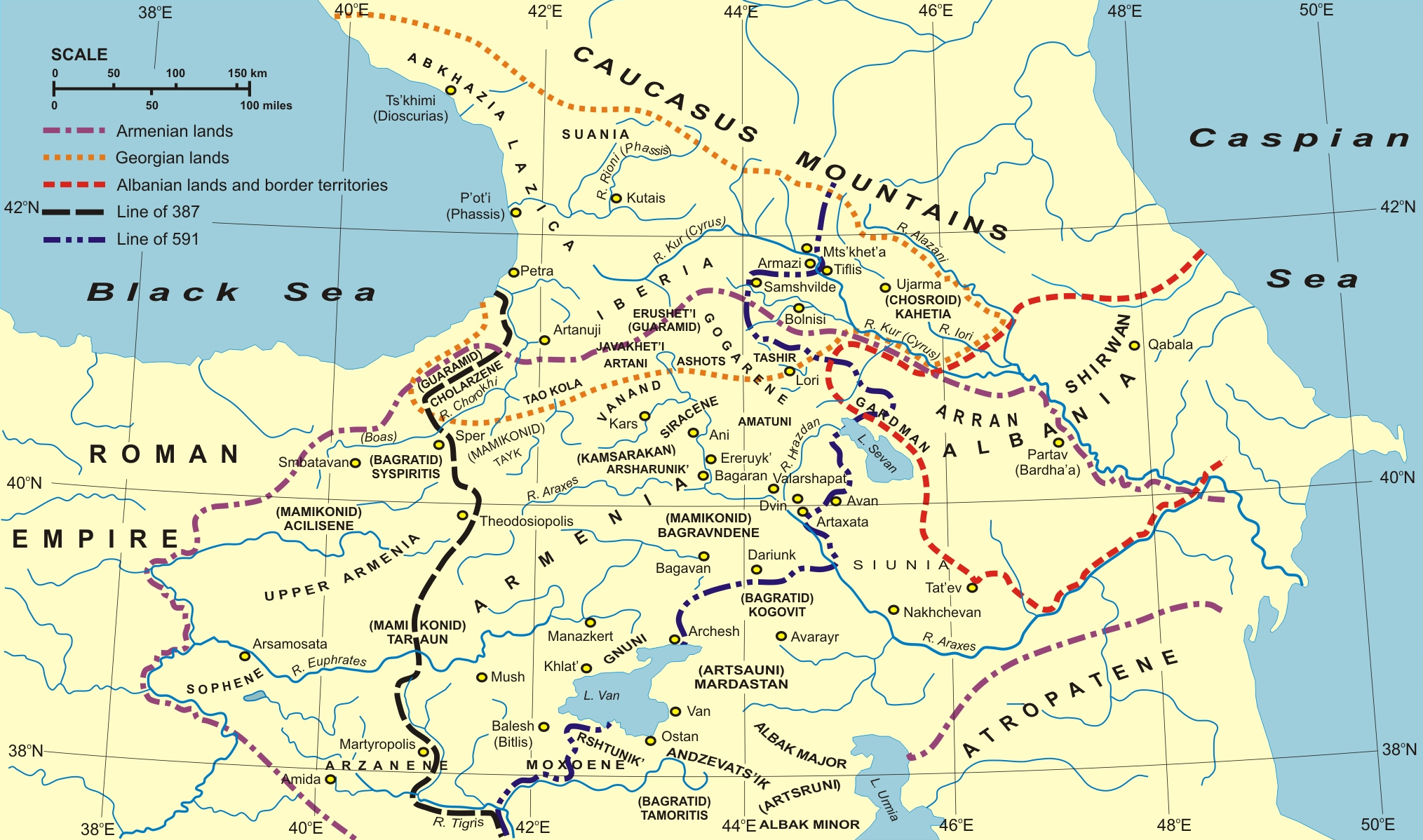
La frontiera romano–persiana dopo la spartizione del Regno d'Armenia del 384, tra Teodosio I e Sapore III.

Con la fine della campagna sasanide di Giuliano del 363, Gioviano aveva rinunciato all'Armenia ed il sovrano di Persia Sapore II era determinato a sfruttare la situazione. Il monarca sasanide cominciò, infatti, a portare l'aristocrazia armena dalla propria parte, detronizzando il loro re arsacide, Arshak II, fedele alleato di Roma; contemporaneamente inviò una forza d'invasione contro il Regno di Iberia (odierna Georgia), e una seconda armata contro il figlio di Arsace III, Pap, che riuscì a scappare e a raggiungere l'Imperatore romano, Valente a Marcianopoli, dove stava conducendo una campagna contro i Goti (nel 367/368).
Valente mandò il generale Arinteo a reimporre Pap sul trono armeno già l'estate seguente alla prima azione contro i Goti (nel 369?). Sapore reagì invadendo e devastando una seconda volta la regione. Sull'orlo di una nuova guerra, l'imperatore Valente risiedette presso Antiochia, divenuta suo "quartier generale", negli anni 369-370 e 375-378. Il contrattacco di Sapore in Armenia fu bloccato dai generali Traiano e Vadomario a Bagavan. Valente aveva violato il trattato del 363, difendendo con successo la propria posizione. Una tregua stipulata nell'anno della vittoria romana, garantì una pace provvisoria per cinque anni, mentre Shapur era impegnato contro un'invasione Kushan ad est.
Nel frattempo sorsero problemi con Pap, temendo che quest'ultimo potesse passare dalla parte dei Persiani, Valente lo fece mettere a morte, a Tarso, dove si era rifugiato, dal generale Traiano (374). Al suo posto l'imperatore pose un altro arsacide, Varazdat, che governò sotto la reggenza dello sparapet (comandante dell'esercito armeno) Masel Mamikonean, fedele a Roma. Tutto ciò non migliorò la situazione con i Persiani, che ricominciarono a lamentarsi riguardo al trattato del 363. Nel 375, Valente si preparò per una spedizione, che però non fu mai iniziata a causa della grande rivolta in Isauria da parte di truppe stanziate in oriente. Come se non bastasse, nel 377 i Saraceni comandati dalla regina Mavia si ribellarono, devastando i territori dalla Palestina al Sinai. Anche se Valente riuscì a sedare entrambe le rivolte, gli fu impedita l'azione contro i Persiani.
Pochi anni più tardi, nel 384, il regno d'Armenia fu diviso in due regioni: quella occidentale fu posta, come protettorato, sotto l'Impero romano d'Oriente, mentre quella orientale venne affidata ai Persiani. La regione occidentale divenne provincia dell'Impero romano con il nome di Armenia Minore, mentre la parte orientale rimase un regno indipendente, anche se solo formalmente, sotto il controllo persiano, fino al 428 quando i Sasanidi deposero il sovrano legittimo instaurando una loro dinastia.

### Fonti secondarie in lingua italiana
- Maria Gabriella Angeli Bertinelli, Roma e l'Oriente: strategia, economia, società e cultura nelle relazioni politiche fra Roma, la Giudea e l'Iran, Roma, L'Erma di Bretschneider, 1979.
- Federico Arborio Mella, L'impero persiano. Da Ciro il grande alla conquista araba, Milano, Mursia, 1980.
- Anselmo Baroni, Cronologia della storia romana dal 235 al 476, in Storia Einaudi dei Greci e dei Romani, vol. 19, Milano, 2009.
- Michael Grant, Gli imperatori romani. Storia e segreti, Roma, Newton & Compton, 1984, ISBN 88-7983-180-1.
- D. Kennedy, L'Oriente, in John Wacher (a cura di), Il mondo di Roma imperiale: la formazione, Roma-Bari, 1989.
- Ariel Lewin, Popoli, terre, frontiere dell'Impero romano: il Vicino Oriente nella tarda antichità, vol. I (Il problema militare), Catania, Ediz. del Prisma, 2008.
- Santo Mazzarino, L'impero romano, Bari, 1976.
- Stephen Williams, Diocleziano. Un autocrate riformatore, Genova, 1995, ISBN 88-7545-659-3.

### Fonti secondarie in lingua straniera
- Boardman, John, et. al., The Cambridge ancient history, Cambridge University Press, ISBN 0-521-30199-8, pp. 34–36.
- Rawlinson, George, The Civilizations of the Ancient Near East
- Yarshater, Ehsan, The Cambridge History of Iran, vol. 3 The Seleucid, Parthian and Sassanian periods, Cambridge University Press, 1983, ISBN 0-521-20092-X, p. 125.
- Warwick Ball, Rome in the East: The Transformation of an Empire, Routledge, 2000, ISBN 0-415-24357-2.
- T. D Barnes, Constantine and the Christians of Persia, in The Journal of Roman Studies, vol. 75, 1985,  pp. 126-136, ISSN 0013-8266 (WC · ACNP). URL consultato l'8 giugno 2007.
- Norman H. Baynes, The restoration of the Cross at Jerusalem, in The English Historical Review, vol. 27, n. 106, 1912,  pp. 287-299, DOI:10.1093/ehr/XXVII.CVI.287, ISSN 0013-8266 (WC · ACNP).
- H. D. H Bivar, The Political History of Iran under the Arsacids, in Bayne Fisher, William; Gershevitch, Ilya; Yarshater, Ehsan; Frye, R. N.; Boyle, J. A.; Jackson, Peter; Lockhart, Laurence; Avery, Peter; Hambly, Gavin; Melville, Charles (a cura di), The Cambridge History of Iran, Cambridge University Press, 1993, ISBN 0-521-20092-X.
- Kelly Boyd, Byzantium, in Encyclopedia of Historians and Historical Writing, Taylor & Francis, 2004, ISBN 1-884964-33-8.
- Chris Brazier, The Rise and Rise of Religion, in The No-Nonsense Guide to World History, Verso, 2001, ISBN 1-85984-355-7.
- (EN) John Bagnell Bury et al., The Cambridge Ancient History - Volume XIII The Late Empire 337-425, Cambridge University Press, 1925,  pp. 11-32, ISBN 0-521-30200-5.
- John Bagnell Bury, History of the Later Roman Empire, Macmillan & Co., Ltd., 1923.
- Averil Cameron, Images of Authority: Elites and Icons in Late Sixth-century Byzantium, in Past and Present, vol. 84, 1979, DOI:10.1093/past/84.1.3.
- Brian Campbell, The Severan Dynasty, in Iorwerth Eiddon, Stephen Edwards (a cura di), The Cambridge Ancient History (XII, The Crisis of Empire), Cambridge University Press, 2005, ISBN 0-521-30199-8.
- Chris Cornuelle, An Overview of the Sassanian Persian Military, su derafsh-kaviyani.com, Derafsh Kaviyani. URL consultato il 6 luglio 2008 (archiviato dall'url originale il 30 giugno 2008).
- Beate Dignas e Engelbert Winter, Rome and Persia in Late Antiquity. Neighbours and rivals, Cambridge University Press, 2007, ISBN 978-3-515-09052-0.
- Michael H. Dodgeon, Geoffrey Greatrex e Samuel N. C. Lieu, The Roman Eastern Frontier and the Persian Wars (Part I, 226–363 AD), Routledge, 2002, ISBN 0-415-00342-3.
- Excavations In Iran Unravel Mystery Of "Red Snake", in Science News, Science Daily, 26 febbraio 2008. URL consultato il 3 giugno 2008.
- Kaveh Farrokh, Khosrau I, Renaissance and Revival, in Shadows in the Desert: Ancient Persia at War[collegamento interrotto], Osprey Publishing, 2007, ISBN 1-84603-108-7.
- Kaveh Farrokh e Angus McBride, The Savaran in Battle, in Sassanian Elite Cavalry AD 224–642[collegamento interrotto], Osprey Publishing, 2005, ISBN 1-84176-713-1.
- Clive Foss, The Persians in Asia Minor and the End of Antiquity, in The English Historical Review, vol. 90, 1975,  pp. 721-47.
- R. N. Frye, The Political History of Iran under the Sassanians, in Bayne Fisher, William; Gershevitch, Ilya; Yarshater, Ehsan; Frye, R. N.; Boyle, J. A.; Jackson, Peter; Lockhart, Laurence; Avery, Peter; Hambly, Gavin; Melville, Charles (a cura di), The Cambridge History of Iran, Cambridge University Press, 1993, ISBN 0-521-20092-X.
- R. N. Frye, The Sassanians, in Iorwerth Eiddon, Stephen Edwards (a cura di), The Cambridge Ancient History - XII - The Crisis of Empire, Cambridge University Press, 2005, ISBN 0-521-30199-8.
- Peter Garnsey e Richard P. Saller, The Roman Empire, in The Roman Empire: Economy, Society and Culture, University of California Press, 1987, ISBN 0-520-06067-9.
- André Grabar, L'Iconoclasme Byzantin: le Dossier Archéologique, Flammarion, 1984, ISBN 2-08-081634-9.
- James Howard-Johnston, East Rome, Sasanian Persia And the End of Antiquity: Historiographical And Historical Studies, Ashgate Publishing, 2006, ISBN 0-86078-992-6.
- Benjamin H. Isaak, The Army in the Late Roman East: The Persian Wars and the Defense of the Byzantine Provinces, in The Near East Under Roman Rule: Selected Papers, Brill, 1998, ISBN 90-04-10736-3.
- A. H. T. Levi, Ctesiphon, in Ring, Trudy; Salkin, Robert M.; La Boda, Sharon (a cura di), International Dictionary of Historic Places, Taylor & Francis, 1994, ISBN 1-884964-03-6.
- C. S. Lightfoot, Trajan's Parthian War and the Fourth-Century Perspective, in The Journal of Roman Studies, vol. 80, 1990,  pp. 115-116. URL consultato il 5 giugno 2008.
- George Liska, Projection contra Prediction: Alternative Futures and Options, in Expanding Realism: The Historical Dimension of World Politics, Rowman & Littlefield, 1998, ISBN 0-8476-8680-9.
- Christopher S. Mackay, Ceasar and the End of Republican Government, in Ancient Rome: A Military and Political History, Cambridge University Press, 2004, ISBN 0-521-80918-5.
- S. J. McDonough, Persecutions in the Sasanian Empire, in Drake, Harold Allen (a cura di), Violence in Late Antiquity: Perceptions and Practices, Ashgate Publishing, Ltd., 2006, ISBN 0-7546-5498-2.
- David Stone Potter, The Failure of the Severan Empire, in The Roman Empire at Bay: Ad 180–395, Routledge, 2004, ISBN 0-415-10057-7.
- Hamrid Omrani Rekavandi, Eberhard Sauer, Tony Wilkinson e Jebrael Nokandeh, The Enigma of the Red Snake, su World Archaeology, current archaeology.co.uk. URL consultato il 27 maggio 2008.
- Martin Sicker, The Struggle over the Euphrates Frontier, in The Pre-Islamic Middle East, Greenwood Publishing Group, 2000, ISBN 0-275-96890-1.
- Philip Sidnell, Imperial Rome, in Warhorse, Cavalry in the Ancient World, Continuum International Publishing Group, 2006, ISBN 1-85285-374-3.
- Pat Southern, Beyond the Eastern Frontiers, in The Roman Empire from Severus to Constantine, Routledge, 2001, ISBN 0-415-23943-5.
- Warren Soward, Michael Whitby e Mary Whitby, Theophylact Simocatta and the Persians (PDF), su humanities.uci.edu, Sasanika. URL consultato il 27 aprile 2008 (archiviato dall'url originale il 5 giugno 2009).
- Warren Treadgold, A History of the Byzantine State and Society, Stanford University Press, 1997, ISBN 0-8047-2630-2.
- John Wagstaff, Hellenistic West and Persian East, in The Evolution of Middle Eastern Landscapes: An Outline to A.D. 1840, Rowman & Littlefield, 1985, ISBN 0-389-20577-X.
- Everett Wheeler, The Army and the Limes in the East, in Erdkamp, Paul (a cura di), A Companion to the Roman Army, Blackwell Publishing, 2007, ISBN 1-4051-2153-X.
- Stephen Williams e Gerald Friell, Imperial Wealth and Expenditure, in The Rome that Did Not Fall: The Survival of the East in the Fifth Century, Routledge, 1999, ISBN 0-415-15403-0.
- Roger C. Blockley, East Roman Foreign Policy. Formation and Conduct from Diocletian to Anastasius (ARCA 30), Leeds, Francis Cairns, 1992, ISBN 0-905205-83-9.
- Henning Börm, Prokop und die Perser. Untersuchungen zu den Römisch-Sasanidischen Kontakten in der ausgehenden Spätantike, Stuttgart, Franz Steiner, 2007, ISBN 978-3-515-09052-0.
- (DE) Henning Börm, "Es war allerdings nicht so, dass sie es im Sinne eines Tributes erhielten, wie viele meinten..." Anlässe und Funktion der persischen Geldforderungen an die Römer, in Historia, vol. 57, 2008,  pp. 327-346.
- Benjamin Isaac, The Eastern Frontier, in Cameron, Averil; Garnsey, Peter (a cura di), The Cambridge Ancient History: The Late Empire, A.D. 337–425 XIII, Cambridge University Press, 1998, ISBN 0-521-30200-5.
- Walter E. Kaegi, Heraclius, Emperor of Byzantium, Cambridge University Press, 2003, ISBN 0-521-81459-6.
- Erich Kettenhofen, Die Römisch-persischen Kriege des 3. Jahrhunderts. n. Chr. Nach der Inschrift Sāhpuhrs I. an der Ka’be-ye Zartošt (ŠKZ). Beihefte zum Tübinger Atlas des Vorderen Orients B 55, Wiesbaden, 1982.
- Fergus Millar, The Roman Near East, 31 B.C.-A.D. 337, Cambridge, Harvard University Press, 1982. URL consultato il 1º maggio 2019 (archiviato dall'url originale il 4 giugno 2011).
- Stephen B. Mitchell, A History of the Later Roman Empire, AD 284–641, Blackwell Publishing, 2006, ISBN 1-4051-0857-6.
- David S. Potter, The Roman Empire at Bay: Ad 180–395, London und New York, Routledge, 2004, ISBN 0-415-10058-5.